# Ильза, тигрица из Сибири
Ильза, тигрица из Сибири — эксплуатационный канадский фильм 1977 года с Дайаной Торн в главной роли.

## Сюжет
Сибирь, 1953 год. По заснеженной равнине бежит человек в ватнике и ушанке с номером 29648. За ним скачут два всадника в полушубках с пиками. Когда кажется, что беглец уже оторвался от погони его сражает пика, запущенная прекрасной всадницей в белой папахе с красной звездой. Тем временем в лагерь с колючей проволокой и надписью «Гулаг-14» прибывает новая партия заключенных, среди которых политический Чикорин и сын генерала Зерова. Для устрашения новичков мертвому беглецу проламывают голову кувалдой и скармливают тигрице Саше. Прекрасная всадница оказывается «товарищем полковником». Под звуки балалайки («Эх Раз Да ещё Много Раз») она танцует и устраивает поединки среди охранников, чтобы отдаться двум лучшим из них. Комиссар устраивает промывку мозгов Чекурину, пытаясь с помощью электрических разрядов привить ему любовь к Сталину и Берии, но тот продолжает их считать злодеями. Начальница лагеря пытается соблазнить Чикорина, чтобы перевоспитать его, но терпит неудачу. Жестокая красавица уже собирается скормить строптивца тигрице, как тут курьер на лошади приносит весть о смерти Сталина. В начавшейся суматохе в бараках начинается пожар, бунт и стрельба. Чикорину с помощью сына генерала Зерова удается убить тигрицу лопатой и освободиться.
Монреаль, 1977 год. На фоне чемпионата по хоккею двое советских спортсменов решают поразвлечься в местном борделе, который контролирует сбежавшая «товарищ полковник». Охранником хоккеистов выступает Чикорин. Старые соперники вновь встретились. Бывшая начальница лагеря мечтает наказать непокорного строптивца, используя для этого компьютерные технологии. Однако с ней мечтает поквитаться советский генерал Зеров, чей сын погиб в Гулаге. Спецназ в белых маскхалатах штурмует поместье новоявленной преступницы. Та пытается скрыться на снегоходе, но попадает в аварию.